# Alfred Zangerl
Alfred Zangerl (* 5. Februar 1892 in Bregenz; † 1. Januar 1948 in Blumenau, Brasilien) war ein österreichischer Künstler. 

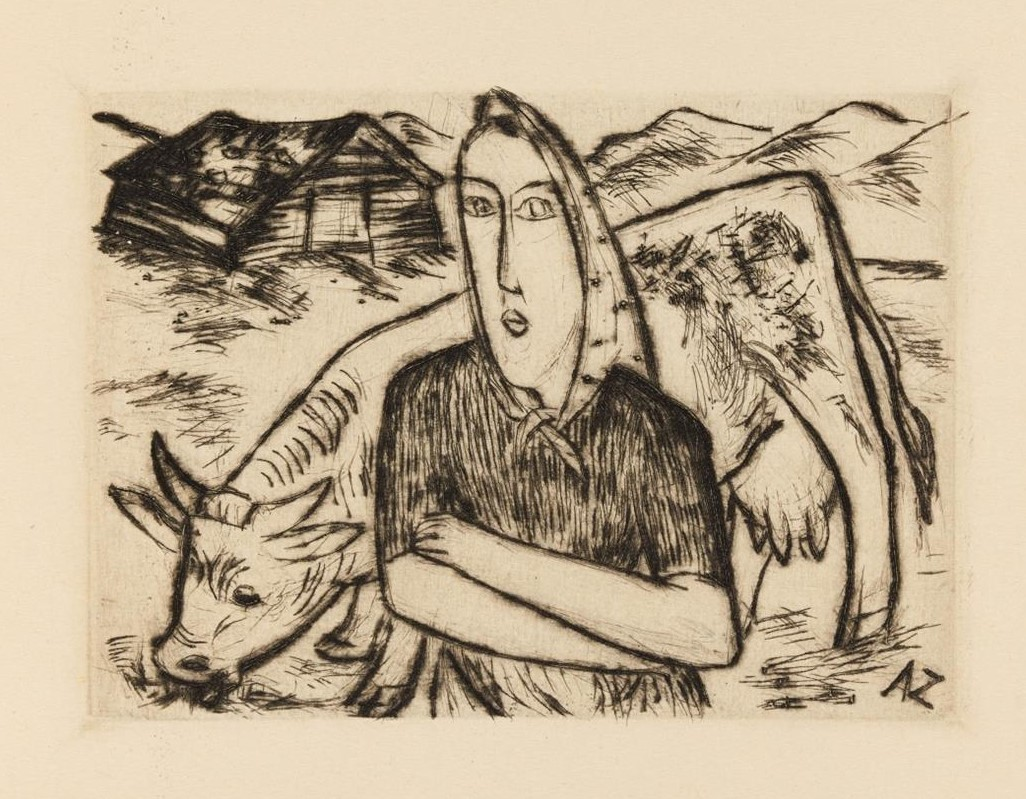
Radierung Bäuerin mit Kuh von Alfred Zangerl aus der bibliophilen Erstausgabe der Novelle Grigia von Robert Musil

Alfred Zangerl wanderte 1930 in die USA aus. Später lebte er in Buenos Aires, seine letzten Lebensjahre verbrachte er in Blumenau in Brasilien, wo er 1948 starb. 
Er schuf die Illustrationen für die bibliophile Erstausgabe der Novelle Grigia von Robert Musil. Diese erschien 1923 als achter Band der Sanssouci-Bücher im Müller Verlag Potsdam, die von Franz Blei herausgegeben wurden. Die Auflage betrug 2100 Exemplare, die sechs Radierungen wurden in den Exemplaren Nr. 1 bis 100 vom Künstler signiert.